# 2016-os Nickelodeon Kids’ Choice Awards
Ez a huszonkilencedik Nickelodeon Kids’ Choice Awards. amelyet 2016. március 12-én rendeztek The Forum, Inglewood, Kaliforniában.

## Fellépők
- Charlie Puth és Wiz Khalifa - One Call Away és See You Again
- Silentó - Watch Me (Whip/Nae Nae)
- DNCE - Cake by the Ocean

## Győztesek és jelöltek

### Kedvenc film
- Csillagok háborúja VII: Az ébredő Erő
- A Hangya
- Alvin és a mókusok – A mókás menet
- Bosszúállók: Ultron kora
- Hamupipőke
- Megjött apuci!
- Az éhezők viadala: A kiválasztott – Befejező rész
- Jurassic World
- Tökéletes hang 2.

### Kedvenc filmszínész
- Will Ferrell - Megjött apuci!
- John Boyega - Csillagok háborúja VII: Az ébredő Erő
- Robert Downey Jr. - Bosszúállók: Ultron kora
- Chris Evans - Bosszúállók: Ultron kora
- Chris Hemsworth - Bosszúállók: Ultron kora
- Chris Pratt  - Jurassic World

### Kedvenc filmszínésznő
- Jennifer Lawrence - Az éhezők viadala: A kiválasztott – Befejező rész
- Lily James - Hamupipőke
- Scarlett Johansson - Bosszúállók: Ultron kora
- Anna Kendrick - Tökéletes hang 2.
- Daisy Ridley - Csillagok háborúja VII: Az ébredő Erő
- Rebel Wilson - Tökéletes hang 2.

### Kedvenc animációs film
- Hotel Transylvania 2. – Ahol még mindig szörnyen jó
- Végre otthon!
- Agymanók
- Minyonok
- Snoopy és Charlie Brown – A Peanuts film

### Kedvenc szinkronhang
- Amy Poehler - Agymanók
- Sandra Bullock - Minyonok
- Selena Gomez - Hotel Transylvania 2. – Ahol még mindig szörnyen jó
- Justin Long - Alvin és a mókusok – A mókás menet
- Jennifer Lopez - Végre otthon!
- Jim Parsons  - Végre otthon!

### Kedvenc gyerek TV műsor
- A Thunderman család
- Austin és Ally
- Riley a nagyvilágban
- Veszélyes Henry
- Jessie
- Laborpatkányok: Bionikus sziget

### Kedvenc Tv színész - gyerek műsor
- Ross Lynch - Austin és Ally
- Aidan Gallagher - Nicky, Ricky, Dicky és Dawn
- Jack Griffo - A Thunderman család
- Jace Norman - Veszélyes Henry
- Casey Simpson - Nicky, Ricky, Dicky és Dawn
- Tyrel Jackson Williams - Laborpatkányok: Bionikus sziget

### Kedvenc Tv színésznő - gyerek műsor
- Zendaya - K.C., a tinikém
- Dove Cameron - Liv és Maddie
- Lizzy Greene - Nicky, Ricky, Dicky és Dawn
- Kira Kosarin - A Thunderman család
- Laura Marano - Austin és Ally
- Debby Ryan - Jessie

### Kedvenc családi TV műsor
- The Muppets
- A S.H.I.E.L.D. ügynökei
- Agymenők
- Flash – A Villám
- Modern család
- Egyszer volt, hol nem volt

### Kedvenc Tv színész - családi műsor
- Jim Parsons - Agymenők
- Anthony Anderson - Feketék fehéren
- Johnny Galecki - Agymenők
- Grant Gustin - Flash – A Villám
- Casey Simpson - Gotham
- Rico Rodriguez - Modern család

### Kedvenc Tv színésznő - családi műsor
- Sofía Vergara - Modern család
- Chloe Bennet - A S.H.I.E.L.D. ügynökei
- Kaley Cuoco - Agymenők
- Sarah Hyland - Modern család
- Jennifer Morrison - Egyszer volt, hol nem volt
- Ming-Na Wen - A S.H.I.E.L.D. ügynökei

### Kedvenc Tehetségkutató Verseny
- The Voice
- America's Got Talent
- American Idol
- Dance Moms – Csillagképző
- Dancing with the Stars

### Kedvenc főzős show
- Tortakirály
- Cake Wars
- Chopped Junior
- Diners, Drive-Ins and Dives
- Gordon Ramsay – A pokol konyhája
- MasterChef Junior

### Kedvenc rajzfilm
- SpongyaBob Kockanadrág
- Phineas és Ferb
- Gumball csodálatos világa
- Rejtélyek városkája
- Lego Ninjago: A Spinjitzu mesterei
- ALVINNN!!! és a mókusok
- Steven Universe
- Tini titánok, harcra fel!

### Kedvenc együttes
- BTS
- Fall Out Boy
- Imagine Dragons
- Maroon 5
- One Direction
- Pentatonix

### Kedvenc férfi énekes
- Justin Bieber
- Drake
- Nick Jonas
- Ed Sheeran
- Blake Shelton
- The Weeknd

### Kedvenc női énekes
- Ariana Grande
- Adele
- Selena Gomez
- Nicki Minaj
- Taylor Swift
- Meghan Trainor

### Kedvenc dal
- Hello - Adele
- Bad Blood - Taylor Swift és Kendrick Lamar
- Can't Feel My Face - The Weeknd
- Hotline Bling - Drake
- Thinking Out Loud - Ed Sheeran
- What Do You Mean? - Justin Bieber

### Kedvenc új előadó
- Shawn Mendes
- Alessia Cara
- DNCE
- OMI
- Silentó
- Walk the Moon

### Kedvenc együttműködés
- See You Again - Wiz Khalifa és Charlie Puth
- Bad Blood - Taylor Swift és Kendrick Lamar
- Downtown - Macklemore & Ryan Lewis, Eric Nally, Melle Mel, Kool Moe Dee és Caz
- Good for You - Selena Gomez és A$AP Rocky
- Like I'm Gonna Lose You - Meghan Trainor és John Legend
- Where Are Ü Now - Jack Ü és Justin Bieber

### Kedvenc könyv
- Egy ropi naplója
- Diary of a Minecraft Zombie
- Harry Potter
- Az éhezők viadala
- Az útvesztő-könyvsorozat
- Star Wars: Absolutely Everything You Need To Know

### Kedvenc videó játék
- Just Dance 2016
- Disney Infinity 3.0
- Minecraft: Story Mode
- Skylanders: SuperChargers
- SpongeBob HeroPants
- Super Mario Maker

## Nyálkás hírességek
- Blake Shelton
- Fifth Harmony

## Nemzetközi díjak

### Ázsia

#### Kedvenc sportoló
- Irfan Fandi (Szingapur)
- Tristan Alif Naufal (Indonézia)
- Jennis Chia Yee Goon (Malajzia)
- Chan Vathanaka (Kambodzsa)

#### Kedvenc fülöp-szigeteki személy
- Maine Mendoza
- Enrique Gil
- James Reid
- Kathryn Bernardo

### Brazília

#### Kedvenc szinész
- Fly
- Anitta
- Biel
- Ludmilla
- MC Gui
- Zé Felipe

### Franciaország

#### Kedvenc énekes
- Black M
- Soprano
- Louane Emera
- Fréro Delavega

### Olaszország

#### Kedvenc énekes
- The Kolors
- Michele Bravi
- Alessio Bernabei
- Benji e Fede

#### Kedvenc Youtuber
- Sofia Viscardi
- Alberico de Giglio
- Antony di Francesco
- Leonardo Decarli

### Dánia

#### Kedvenc énekes
- Benjamin Lasnier
- Cisilia
- Christopher
- Lukas Graham

### Németország,AusztriaésSvájc

#### Kedvenc sztár
- Lena Meyer-Landrut
- Cro
- Mark Forster
- Elyas M'Barek

#### Kedvenc Youtuber
- Dagi Bee
- Julien Bam
- Bratayley
- Freshtorge
- EthanGamerTV

### HollandiaésBelgium

#### Kedvenc holland sztár
- B-Brave
- Chantal Janzen
- Jandino
- MainStreet
- Ronnie Flex
- Timor Steffens

#### Kedvenc belga sztár
- K3
- Dimitri Vegas & Like Mike
- Emma Bale
- Ian Thomas
- Natalia
- Niels Destadsbader

#### Kedvenc vlogger
- Acid
- Beautynezz
- Dylan Haegens
- Enzo Knol
- Furtjuh
- Unagize

### Lengyelország

#### Kedvenc sztár
- Margaret
- Dawid Kwiatkowski
- Robert Lewandowski
- Sarsa

### Portugália

#### Kedvenc zene művész
- D.A.M.A
- Agir
- Filipe Gonçalves
- Carlão

### Spanyolország

#### Kedvenc zene művész
- Lucía Gil
- Calum
- Maverick
- Sweet California

### Egyesült KirályságésÍrország

#### Kedvenc zenész
- One Direction
- Fleur East
- Little Mix
- Nathan Sykes
- Rixton
- The Vamps

#### Kedvenc sportoló
- Andy Murray
- Ellie Simmonds
- Harry Kane
- Jessica Ennis-Hill
- Lewis Hamilton
- Steph Houghton

#### Kedvenc tipster
- The Diamond Mine Cart
- Ethan Gamer TV
- Alia
- iBallisticSquid
- Mr. Stampy Cat
- Spencer FC

#### Kedvenc videóblogger
- Cherry Wallis
- Jazzybum
- Mynameschai
- Noodlerella
- Raphael Gomes
- Sam King FTW

#### Kedvenc rajongói család
- Beliebers
- Arianators
- Directioners
- Mixers
- Swifties
- Vampettes

#### Kedvenc dal
- Drag Me Down - One Direction
- Hello - Adele
- Sax - Fleur East
- Hold My Hand - Jess Glynne
- Black Magic - Little Mix
- We All Want the Same Thing - Rixton

#### Kedvenc híres macska
- Grumpy Cat
- Meredith Grey
- Olivia Benson
- Prince Essex
- Sam
- Venus

### Közép-ésÉszak-Afrika

#### Kedvenc arab művész
- THE 5
- Hala Al Turk
- Hamza Hawsawi
- Mohammed Assaf